# Jonathan Howard
Jonathan Howard es un actor británico. Es conocido por su papel en la serie de televisión británica Dream Team como Gavin Moody y como Ian Boothby en thor: The Dark World (2013).

## Primeros años y personal
Howard nació en Lancashire, Inglaterra y vive en Londres desde 2005. Su hija con Élodie Yung nació a principios de agosto de 2018.

## Carrera
Howard comenzó a actuar en 2001 con su primer papel en un programa de televisión educativo para jóvenes llamado Looking After the Penneys como Scott Penney. Formó parte del elenco final entre 2005 y 2007 de la serie de televisión británica Dream Team, interpretando a Gavin Moody, un joven futbolista. Luego pasó a formarse en la prestigiosa Academia de Música y Arte Dramático de Londres entre 2008 y 2011 En 2012, apareció en la miniserie de televisión Titanic como el sexto oficial Moody. Apareció como Sam Thawley, un joven y apuesto cliente de un bar, en la Serie 4 de Downton Abbey.
En 2013, apareció en la película de guerra de zombies Guerra mundial Z con Brad Pitt como uno de los soldados de Camp Humphrey y en la película de Marvel Studios thor: The Dark World como Ian Boothby, el pasante e interés amoroso de Darcy. Al año siguiente, apareció en la segunda temporada de la serie de televisión Mr Selfridge como Ed y en varios episodios de la comedia británica/estadounidense episodios.

## Filmografía
| Año  | Título                         | Papel                    | Notas                                                    |
| ---- | ------------------------------ | ------------------------ | -------------------------------------------------------- |
| 2001 | Looking After the Penneys      | Scott Penney             | Serie de televisión (3 episodios)                        |
| 2003 | Girls in Love                  | Chico de Q.T.            | Serie de televisión (episodio: "Cuckoo in the Nest")     |
| 2004 | Conviction                     | Barry Kearsley           | Serie de televisión (episodio: "#1.1")                   |
| 2005 | Dream Team                     | Gavin Moody              | Serie de televisión (50 episodios)                       |
| 2007 | Doctors                        | Luke Neville             | Serie de televisión (episodio: "Just Deserts")           |
| 2008 | Hollyoaks                      | Gary Hardy               | Serie de televisión (episodio: "#1.2276")                |
| 2012 | Titanic                        | Moody                    | Miniserie de televisión                                  |
| 2012 | Holby City                     | Declan Ashe              | Serie de televisión (episodio: "From Here to Maternity") |
| 2013 | Guerra mundial Z               | Soldado de Camp Humphrey |                                                          |
| 2013 | Downton Abbey                  | Sam Thawley              | Serie de televisión (episodio: "episodio 2")             |
| 2013 | thor: The Dark World           | Ian Boothby              |                                                          |
| 2014 | Mr Selfridge                   | Ed                       | Serie de televisión (4 episodios)                        |
| 2014 | Episodes                       | Director asistente       | Serie de televisión (8 episodios)                        |
| 2014 | Dominion                       | Ethan                    | Serie de televisión (7 episodios)                        |
| 2015 | Night Fare                     | Chris                    |                                                          |
| 2016 | Guilt                          | Josh                     | Serie de televisión (4 episodios)                        |
| 2016 | Kingdom                        | Will                     | Serie de televisión (7 episodios)                        |
| 2017 | Megan Leavey                   | Pete Walters             |                                                          |
| 2017 | The Capture                    | Isaac                    |                                                          |
| 2017 | The Last Ship                  | James Fletcher           | Serie de televisión (8 episodios)                        |
| 2018 | Hell Is Where the Home Is      | Victor                   |                                                          |
| 2019 | godzilla: King of the Monsters | Asher Jonah              |                                                          |
| 2020 | Skylines                       | Leon                     |                                                          |
| 2020 | The Five Rules of Success      | Danny                    |                                                          |
| 2022 | The Lair                       | Hook                     |                                                          |